# Petr Korbel
Petr Korbel (* 6. června 1971, Havířov) je bývalý český stolní tenista. V současnosti trénuje oddíl mužů TTC Ostrava 2016.
Jedná se o jednoho z nejúspěšnějších českých stolních tenistů. Více než dvě dekády se držel v předních žebříčcích.
Petr Korbel hraje ofenzivní a technickou topspinovou hru z obou stran, vyniká však též v tzv. "krátké" hře nad stolem. Jedná se o praváka s evropským držením pálky, který zejména při topspinové hře backhandem výborně využívá práci zápěstí. Mezi světovými stolními tenisty je zejména pozoruhodný jeho spektakulární backhandový topspin, hraný se silnou boční falší a nazývaný "chiquita" - podle typického "banánového" zakřivení trajektorie míčku.
Je smluvním hráčem japonské firmy Butterfly a spolupracoval na vývoji pálky (dřeva) pro stolní tenis, která se po řadu let vyrábí pod jménem "Petr Korbel" a je mezi stolními tenisty celosvětově velmi oblíbená a často používaná.

## Vrcholné akce
- 15 x mistrovství Evropy
- 14 x mistrovství světa
- 5 x olympijské hry

## Dosažené úspěchy
- 1988 – juniorský mistr Evropy
- 1991 – mistrovství světa, bronz ze soutěže družstev
- 1996 – olympijské hry, čtvrté místo
- 2000 – mistrovství Evropy, bronzová medaile - dvouhra
- 2003, 2005, 2010 – mistrovství Evropy, bronz ze soutěže družstev
- čtyřnásobný vítěz domácího turnaje Prague Open